# 마담 보바리 (1949년 영화)
마담 보바리(Madame Bovary)는 미국에서 제작된 빈센트 미넬리 감독의 1949년 드라마, 멜로/로맨스 영화이다. 귀스타브 플로베르의 동명의 소설을 바탕으로 제작되었다. 제니퍼 존스 등이 주연으로 출연하였고 팬드로 S. 버먼 등이 제작에 참여하였다.

## 출연

### 주연
- 제니퍼 존스
- 제임스 메이슨
- 밴 헤플린

### 조연
- 루이 주르당
- 알프 체린
- 진 로크하트

## 제작진
- 원작자: 구스타브 플러버트
- 미술: 세드릭 기븐스
- 미술: 잭 마틴 스미스
- 의상: 월터 플렁킷
- 의상: 발레스